# Carmelo Pugliatti
Carmelo Pugliatti (Savoca, 1789 – Messina, 25 agosto 1854) è stato un ginecologo italiano.

## Biografia
Nacque nel 1789 a Savoca, cittadina del Val Demone del Regno di Sicilia, secondo dei cinque figli di Lorenzo Pugliatti (1758-1837), piccolo proprietario terriero e commerciante di vini, e Antonia Fleres, appartenente a facoltosa famiglia savocese.
Tra i fratelli di Carmelo Pugliatti, degno di nota, risulta il sacerdote e filosofo Vincenzo Pugliatti, nato nel 1785.
Era sposato a Caterina Cuzzaniti, originaria di Santa Lucia del Mela e appartenente a una delle famiglie più in vista di quella città.
Non si hanno notizie di figli.
Carmelo Pugliatti era prozìo (fratello del nonno paterno) dell'altrettanto illustre medico e ginecologo Rosario Pugliatti (1853-1898).
Visse tra gli attuali comuni di Savoca e Santa Teresa di Riva.

## Attività scientifica
Iniziò i propri studi umanistici a Savoca, presso la famosa e severa scuola di "latino e belle lettere" del suo prozio il sacerdote don Antonino Puliatti.
Verso il 1811 conseguì la laurea in medicina e chirurgia presso l'Università di Catania.
Non molti anni dopo venne ordinato professore ordinario di ostetricia presso l'università della città etnea.
Attorno al 1825 fu nominato primario di ginecologia presso l'Ospedale civico di Messina; allo stesso periodo risale la sua nomina a professore di chirurgia ostetrica presso la Regia Accademia Carolina di Messina.
Nel 1838, a opera di Ferdinando II, viene rifondata l'Università degli studi di Messina (soppressa all'indomani della rivolta antispagnola di Messina del 1674-78) e Carmelo Pugliatti divenne ordinario di clinica cerusica e ostetrica, oltreché vicerettore dell'Ateneo.
Fu celebre per le difficilissime operazioni chirurgiche eseguite sia a Messina che a Catania.
Introdusse in Sicilia l'uso dello iodio per la cura della scrofola.
Nell'estate del 1854, a Messina, si propagò una virulenta epidemia di colera; il prof. Pugliatti fu tra i sanitari che cercarono da dare soccorso alla popolazione, ma contratto il morbo, morì il 25 agosto 1854 e fu sepolto nel Gran Camposanto di Messina.
Nel 1855, il dott. Giuseppe Pugliatti pubblicò un libro biografico sulla vita e le opere dello zio Carmelo Pugliatti dal titolo: "La vita ed i lavori del professore Carmelo Pugliatti / pel dottor Giuseppe Pugliatti. - Parigi : Tipografia di L. Martinet".

## Pubblicazioni
- Lezioni Clinico-Chirurgiche.
- Osservazioni sulle virtù curative dello iodio sulla scrofola.
- Memoria sul trattamento curativo di un vastissimo antrace.
- Riflessioni sull'Ottalmiatria.
- Sul trattamento medico della caterratta.
- Cenno critico sulle opere medico-chirurgiche di Placido Portal (1838).